# Dark House (film din 2014)
Dark House sau Haunted este un film de groază din 2014 regizat de Victor Salva. În rolurile principale joacă actorii Tobin Bell, Lesley-Anne Down și Luke Kleintank. Filmul prezintă povestea unui bărbat numit Nick Di Santo (Kleintank), care descoperă nu numai că tatăl său de mult timp dispărut este în viață dar poate să explice sursa abilităților sale clarvăzătoare.

## Distribuție
- Luke Kleintank - Nick Di Santo
- Alex McKenna - Eve
- Anthony Rey Perez - Ryan
- Zack Ward - Chris McCulluch
- Lacey Anzelc - Lillith
- Ethan S. Smith - Sam
- Lesley-Anne Down - Lilian Di Santo
- Tobin Bell - Seth
- Charles Agron -  Lucky
- Daniel Ross Owens - Brian Maker
- Max Gail - Scott
- Patricia Belcher - Lee Knox
- Tony Sanford - Ben
- Cameron Spann -  Robin